# Ferdinand Fleischinger
August Ferdinand Fleischinger (* 1804 in Berlin; † 20. Mai 1885 ebenda) war ein deutscher Architekt und preußischer Militär-Baubeamter in Berlin.

## Leben
Ferdinand Fleischinger erhielt seine Ausbildung an der Berliner Bauakademie. Seine Baumeisterprüfung absolvierte er 1830, nachdem er bereits seit 1825 als Baukondukteur tätig gewesen war. Danach war Fleischinger Mitarbeiter bei der Oberbaudeputation und wirkte ab 1834 als Landbaumeister im preußischen Kriegsministerium. In dieser Zeit gehörte er zu den Mitbegründern des Berliner Architekten-Vereins.
1843 wurde Fleischinger zum Baurat ernannt; ab 1850 war er Vortragender Rat im Kriegsministerium und Ministerial-Baurat der Technischen Bau-Deputation. Ab 1855 führte er den Titel eines Geheimen Oberbaurates. In den 1840er bis 1860er Jahren war Fleischinger für einige von Friedrich August Stüler projektierte Bauten als ausführender Architekt tätig.
Von 1854 bis 1860 unterrichtete Fleischinger das Fach Baukonstruktionslehre an der Bauakademie in Berlin, wo er darüber hinaus Richtlinien für das Unterrichtswesen erarbeitete.

## Architektur
Ferdinand Fleischinger gehörte als Absolvent der Bauakademie der Schinkelschule an. Seine Entwürfe sind in einem italienisierenden Rundbogenstil gehalten. Ebenso kommen wie beim 1867 bis 1871 errichteten Generalstabsgebäude am Königsplatz in Berlin Rohziegelbauten und Pilastergliederungen in seinem Werk vor.
Aufgrund seiner Tätigkeit für das Kriegsministerium war Fleischinger vorrangig mit der Planung von Militärbauten beschäftigt, die unter Friedrich Wilhelm IV. und Wilhelm I. zumeist in einem „normännisch“ aufgefassten Stil mit Rundbogenfenstern und dekorativen Zinnenkränzen entworfen wurden.

## Bauten

### Bauausführungen
- 1825–9999: Exerzierhaus für das Kaiser Alexander Garde-Grenadier-Regiment Nr. 1, Berlin.
- 1828–1830: Exercierhaus des Kaiser-Franz-Garde-Grenadier-Regiments Nr. 2 (Zuschreibung), Berlin.
- 1844–1845: Generalkommando, Breslau, Bauausführung nach F. A. Stüler.
- 1846–1848: Kaserne des 2. Garde-Ulanen-Regiments, Berlin-Moabit, Bauausführung nach F. A. Stüler.
- 1863–9999: Wiederaufbau der evangelischen Garnisonkirche, Berlin, Bauausführung nach F. A. Stüler.

### Eigene Entwürfe
- 1850–1853: Garnison-Lazarett, Scharnhorststraße.[1]
- 1851–1853: Garde-Dragoner-Kaserne (mit Karl Wilhelm Drewitz), Belle-Alliance-Straße 6 (heute Mehringdamm).[2]
- 1863–1866: Kaserne des Kaiser Franz Garde-Grenadier-Regiment Nr. 2, Berlin.
- 1867–1871: Generalstabsgebäude, Berlin.
- 1872–1878: Preußische Hauptkadettenanstalt, Berlin.
- 1875–1878: Kaserne des 2. Garde-Dragoner-Regiment „Kaiserin Alexandra von Rußland“, Berlin.[3]

## Schriften
Ferdinand Fleischinger publizierte zu bautechnischen Themen, wobei der Band über den Backsteinrohbau Einfluss auf dessen zeitgenössische Anwendung hatte. Die Verwendung gusseiserner Bauteile wird ebenso in seinen Schriften behandelt.
- Ueber einige eigenthüml. Dachkonstruktionen. Notizblatt des Architektenvereins zu Berlin 5/1837
- Ferdinand Fleischinger, W. A. Becker: Der Backsteinrohbau , nach ausgeführten Musterbauten für den Unterricht an der Kgl. Bau-Akademie zu Berlin. Berlin 1862
- Ferdinand Fleischinger, W. A. Becker: Systematische Darstellung der Baukonstruktionen. Berlin 1862